# Drosophila tetradentata
Drosophila tetradentata är en tvåvingeart som beskrevs av Singh och Gupta 1981. Drosophila tetradentata ingår i släktet Drosophila och familjen daggflugor.
Artens utbredningsområde är Indien.